# Cinclosoma de pit castany
El cinclosoma de pit castany (Cinclosoma castaneothorax) és un ocell de la família dels cinclosomàtids (Cinclosomatidae).

## Hàbitat i distribució
Habita zones àrides amb matolls en zones sorrenques o pedregoses, boscos de mulga i Spinifex, al sud de Queensland i nord de Nova Gal·les del Sud.